# Vicente Oms (escultor adornista)
Vicente Oms fue un escultor español del siglo XIX.

## Biografía
Escultor adornista residente en Barcelona Fueron de su mano el altar mayor de la iglesia de religiosas mínimas de Barcelona; la parte de escultura del Teatro Principal de dicha ciudad; el túmulo para las honras celebradas en la misma ciudad a Martínez de la Rosa; cuatro cabezas de enanos para la villa de Igualada y ocho para Manresa; los detalles de la puerta del salón de sesiones de la Diputación Provincial de Barcelona y el medallón con el busto de Miguel Ángel en la fachada del edificio destinado a Exposición permanente de Bellas Artes, entre otras obras. También realizó trabajos para el teatro del Liceo de Barcelona. Fue padre de Manuel Oms y Canet y Vicente Oms y Canet.